# Esventramento
Esventramento ou estripamento é uma forma de execução com tortura que consiste em abrir o ventre da vítima e extrair seus órgãos internos (vísceras).
Na Antiguidade, houve episódios em que, nas cidades capturadas, as mulheres grávidas sofreram o esventramento;[carece de fontes?] isso ocorreu, por exemplo, quando o rei de Israel Menaém suprimiu uma revolta em Tifsa.
Na Idade Média, os condenados ao esventramento eram colocados na Mesa de Esventramento, e quanto mais tempo a vítima levasse para morrer, maior era considerada a perícia do executor.
O suicídio dos samurais japoneses popularmente conhecido como hara-kiri (ou, mais corretamente, seppuku ou kappuku) é uma forma de esventramento.